# Olga Hahn-Neurath
Olga Hahn-Neurath (née Olga Hahn le 20 juillet 1882 à Vienne et morte le 20 juillet 1937 à La Haye) est une mathématicienne et philosophe autrichienne.

## Biographie
Olga Hahn est la sœur du mathématicien Hans Hahn. Elle étudie à l'université de Vienne les mathématiques et la philosophie à partir de 1902 ; à 22 ans, en 1904, elle devient aveugle. En 1911, elle soutient sa thèse en philosophie (sous la direction d’Adolf Stöhr) et devient la troisième femme docteur dans cette discipline et cette université. Malgré sa cécité, elle passe du temps entourée d’étudiants et leur propose des problèmes mathématiques à résoudre.
L’année suivante, en 1912, elle épouse Otto Neurath. Olga Hahn assiste aux séminaires de son frère, ainsi qu’aux réunions d’un groupe de chercheurs formé autour de Moritz Schlick qui deviendra le Cercle de Vienne. Comme de nombreux membres du cercle, elle quitte Vienne après la guerre civile autrichienne en 1934, pour les Pays-Bas, avec Otto Neurath et Marie Reidemeister.
Olga Hahn décède à La Haye des complications d’une opération aux reins.

## Postérité
Dans A Survey of Symbolic Logic, Clarence Irving Lewis salue les apports des recherches d’Olga Hahn au domaine de la logique mathématique.